# Девицкое сельское поселение (Острогожский район)
Девицкое се́льское поселе́ние — муниципальное образование в Острогожском районе Воронежской области Российской Федерации.
Административный центр — село Девица.

## История
Статус и границы сельского поселения установлены Законом Воронежской области от 2 декабря 2004 года № 88-ОЗ «Об установлении границ, наделении соответствующим статусом, определении административных центров муниципальных образований Грибановского, Каширского, Острогожского, Семилукского, Таловского, Хохольского районов и города Нововоронеж».

## Население
| 2000 | 2005 | 2010 | 2012 | 2013 | 2014 | 2015 | 2016 |
| ---- | ---- | ---- | ---- | ---- | ---- | ---- | ---- |
| 1103 | ↘994 | ↘855 | ↘827 | ↘791 | ↘758 | ↘726 | ↘706 |
| 2017 | 2018 |      |      |      |      |      |      |
| ↗715 | ↗733 |      |      |      |      |      |      |

## Состав сельского поселения
| № | Населённый пункт | Тип населённого пункта       | Население |
| - | ---------------- | ---------------------------- | --------- |
| 1 | Девица           | село, административный центр | ↘822      |
| 2 | Калинин          | хутор                        | ↘33       |